# Воткінс-Глен (Нью-Йорк)
Воткінс-Глен (англ. Watkins Glen) — селище (англ. village) в США, в окрузі Скайлер штату Нью-Йорк. Населення — 1863 особи (2020).

## Географія
Воткінс-Глен розташований за координатами 42°22′50″ пн. ш. 76°52′1″ зх. д. / 42.38056° пн. ш. 76.86694° зх. д. (42.380549, -76.866987).  За даними Бюро перепису населення США в 2010 році селище мало площу 5,03 км², з яких 4,04 км² — суходіл та 0,99 км² — водойми.

## Демографія
Згідно з переписом 2010 року, у селищі мешкало 1859 осіб у 873 домогосподарствах у складі 442 родин. Густота населення становила 370 осіб/км².  Було 977 помешкань (194/км²).
Расовий склад населення:
| - 96,2 % — білих - 0,5 % — чорних або афроамериканців - 0,5 % — азіатів - 0,4 % — корінних американців |

До двох чи більше рас належало 1,7 %. Частка іспаномовних становила 1,4 % від усіх жителів.
За віковим діапазоном населення розподілялося таким чином: 20,2 % — особи молодші 18 років, 62,3 % — особи у віці 18—64 років, 17,5 % — особи у віці 65 років та старші. Медіана віку мешканця становила 43,2 року. На 100 осіб жіночої статі у селищі припадало 87,2 чоловіків;  на 100 жінок у віці від 18 років та старших — 82,6 чоловіків також старших 18 років.
Середній дохід на одне домашнє господарство  становив 51 948 доларів США (медіана — 35 556), а середній дохід на одну сім'ю — 63 358 доларів (медіана — 60 469). Медіана доходів становила 55 341 долар для чоловіків та 25 208 доларів для жінок. За межею бідності перебувало 20,8 % осіб, у тому числі 30,4 % дітей у віці до 18 років та 4,9 % осіб у віці 65 років та старших.
Цивільне працевлаштоване населення становило 828 осіб. Основні галузі зайнятості: освіта, охорона здоров'я та соціальна допомога — 26,2 %, мистецтво, розваги та відпочинок — 19,8 %, роздрібна торгівля — 17,8 %.